# Nederland op de Olympische Winterspelen 2018
Nederland neemt deel aan de Olympische Winterspelen 2018 in Pyeongchang in Zuid-Korea. Chef de mission voor Nederland was deze editie Jeroen Bijl. In totaal zijn drieëndertig atleten geselecteerd om Nederland te vertegenwoordigen in vier disciplines op de drieëntwintigste Olympische Winterspelen en de eenenvijftigste editie van de Olympische Spelen in totaal. Van de drieëndertig geselecteerde atleten kwamen er twee niet in actie. De Nederlandse sporters behaalden in totaal 20 medailles en overtroffen hiermee ruimschoots de eis van het NOC*NSF.

## Medailleoverzicht
| Sport      | Olympiër(s)                                                         | Onderdeel                | Medaille |
| ---------- | ------------------------------------------------------------------- | ------------------------ | -------- |
| Schaatsen  | Kjeld Nuis                                                          | 1000 m (m)               | Goud     |
| Schaatsen  | Kjeld Nuis                                                          | 1500 m (m)               | Goud     |
| Schaatsen  | Sven Kramer                                                         | 5000 m (m)               | Goud     |
| Schaatsen  | Jorien ter Mors                                                     | 1000 m (v)               | Goud     |
| Schaatsen  | Ireen Wüst                                                          | 1500 m (v)               | Goud     |
| Schaatsen  | Carlijn Achtereekte                                                 | 3000 m (v)               | Goud     |
| Schaatsen  | Esmee Visser                                                        | 5000 m (v)               | Goud     |
| Shorttrack | Suzanne Schulting                                                   | 1000 meter (v)           | Goud     |
| Schaatsen  | Patrick Roest                                                       | 1500 m (m)               | Zilver   |
| Schaatsen  | Jorrit Bergsma                                                      | 10.000 m (m)             | Zilver   |
| Schaatsen  | Ireen Wüst                                                          | 3000 m (v)               | Zilver   |
| Schaatsen  | Lotte van Beek Antoinette de Jong Marrit Leenstra Ireen Wüst        | ploegenachtervolging (v) | Zilver   |
| Shorttrack | Sjinkie Knegt                                                       | 1500 meter (m)           | Zilver   |
| Shorttrack | Yara van Kerkhof                                                    | 500 meter (v)            | Zilver   |
| Schaatsen  | Koen Verweij                                                        | massastart (m)           | Brons    |
| Schaatsen  | Jan Blokhuijsen Sven Kramer Patrick Roest Koen Verweij              | ploegenachtervolging (m) | Brons    |
| Schaatsen  | Marrit Leenstra                                                     | 1500 m (v)               | Brons    |
| Schaatsen  | Antoinette de Jong                                                  | 3000 m (v)               | Brons    |
| Schaatsen  | Irene Schouten                                                      | massastart (v)           | Brons    |
| Shorttrack | Yara van Kerkhof Jorien ter Mors Lara van Ruijven Suzanne Schulting | 3000 m aflossing (v)     | Brons    |

## Deelnemers en resultaten
(m) = mannen, (v) = vrouwen 

### Schaatsen
| Olympiër                                                     | Discipline               | Resultaat | Prestatie                                     |
| ------------------------------------------------------------ | ------------------------ | --------- | --------------------------------------------- |
| Ronald Mulder                                                | 500 meter (m)            | 7e        | 34,839                                        |
| Jan Smeekens                                                 | 500 meter (m)            | 10e       | 34,930                                        |
| Kai Verbij                                                   | 500 meter (m)            | 9e        | 34,90                                         |
| Kai Verbij                                                   | 1000 meter (m)           | 6e        | 1.08,61                                       |
| Kjeld Nuis                                                   | 1000 meter (m)           | Goud      | 1.07,95                                       |
| Kjeld Nuis                                                   | 1500 meter (m)           | Goud      | 1.44,01                                       |
| Patrick Roest                                                | 1500 meter (m)           | Zilver    | 1.44,86                                       |
| Koen Verweij                                                 | 1000 meter (m)           | 9e        | 1.09,14                                       |
| Koen Verweij                                                 | 1500 meter (m)           | 11e       | 1.46,26                                       |
| Koen Verweij                                                 | massastart (m)           | Brons     | HF: 5 pnt. Finale: 20 pnt.                    |
| Jan Blokhuijsen                                              | 5000 meter (m)           | 7e        | 6.14,75                                       |
| Sven Kramer                                                  | 5000 meter (m)           | Goud      | 6.09,76 OR                                    |
| Sven Kramer                                                  | 10.000 meter (m)         | 6e        | 13.01,02                                      |
| Sven Kramer                                                  | massastart (m)           | 16e       | HF: 6 pnt. Finale: 0 pnt.                     |
| Bob de Vries                                                 | 5000 meter (m)           | 15e       | 6.22,26                                       |
| Jorrit Bergsma                                               | 10.000 meter (m)         | Zilver    | 12.41,98                                      |
| Jan Blokhuijsen Sven Kramer Patrick Roest Koen Verweij       | ploegenachtervolging (m) | Brons     | KF: 3.40,03 HF: 3.38,46 B-finale: 3.38,40     |
|                                                              |                          |           |                                               |
| Lotte van Beek                                               | 500 m (v)                | 23e       | 39,18                                         |
| Lotte van Beek                                               | 1500 m (v)               | 4e        | 1.55,27                                       |
| Anice Das                                                    | 500 m (v)                | 19e       | 38,75                                         |
| Jorien ter Mors                                              | 500 m (v)                | 6e        | 37,53                                         |
| Jorien ter Mors                                              | 1000 m (v)               | Goud      | 1.13,56 OR                                    |
| Marrit Leenstra                                              | 1000 m (v)               | 6e        | 1.14,85                                       |
| Marrit Leenstra                                              | 1500 m (v)               | Brons     | 1.55,26                                       |
| Ireen Wüst                                                   | 1000 m (v)               | 9e        | 1.15,32                                       |
| Ireen Wüst                                                   | 1500 m (v)               | Goud      | 1.54,35                                       |
| Ireen Wüst                                                   | 3000 m (v)               | Zilver    | 3.59,29                                       |
| Carlijn Achtereekte                                          | 3000 m (v)               | Goud      | 3.59,21                                       |
| Antoinette de Jong                                           | 3000 m (v)               | Brons     | 4.00,02                                       |
| Esmee Visser                                                 | 5000 m (v)               | Goud      | 6.50,23                                       |
| Annouk van der Weijden                                       | 5000 m (v)               | 4e        | 6.54,17                                       |
| Annouk van der Weijden                                       | massastart (v)           | 14e       | HF: 40 pnt. Finale: 0 pnt.                    |
| Irene Schouten                                               | massastart (v)           | Brons     | HF: 5 pnt. Finale: 20 pnt.                    |
| Lotte van Beek Antoinette de Jong Marrit Leenstra Ireen Wüst | ploegenachtervolging (v) | Zilver    | KF: 2.55,61 OR BR HF: 3.00,41 Finale: 2.55,48 |

### Shorttrack
| Olympiër                                                            | Discipline               | Resultaat   | Prestatie                                                                                    |
| ------------------------------------------------------------------- | ------------------------ | ----------- | -------------------------------------------------------------------------------------------- |
| Daan Breeuwsma                                                      | 500 meter (m)            | 7e          | Serie: 40,806 (2e tijd) KF: 40,667 (1e tijd) HF: 40,775 (4e tijd) B-Finale: 40,835 (3e tijd) |
| Daan Breeuwsma                                                      | 1000 meter (m)           | serie       | Serie: 1.24,429 (4e tijd)                                                                    |
| Dylan Hoogerwerf                                                    | 500 meter (m)            | kwartfinale | Serie: 40,657 (2e tijd) KF: 41,007 (3e tijd)                                                 |
| Sjinkie Knegt                                                       | 500 meter (m)            | DQ          | Serie: gediskwalificeerd                                                                     |
| Sjinkie Knegt                                                       | 1000 meter (m)           | DQ          | Serie: 1.23,823 (1e tijd) KF: gediskwalificeerd                                              |
| Sjinkie Knegt                                                       | 1500 meter (m)           | Zilver      | Serie: 2.15,949 (3e tijd) HF: 2.11,900 (1e tijd) Finale: 2.10,555                            |
| Itzhak de Laat                                                      | 1000 meter (m)           | kwartfinale | Serie: 1.24,639 (1e tijd) KF: 1.24,423 (3e tijd)                                             |
| Itzhak de Laat                                                      | 1500 meter (m)           | 6e          | Serie: 2.15,691 (2e tijd) HF: 2.11,781 (3e tijd + toegevoegd) Finale: 2.12,362               |
| Daan Breeuwsma Dennis Visser Sjinkie Knegt Itzhak de Laat           | 5000 meter aflossing (m) | DQ          | HF: gediskwalificeerd                                                                        |
|                                                                     |                          |             |                                                                                              |
| Yara van Kerkhof                                                    | 500 meter (v)            | Zilver      | Serie: 43,430 (2e tijd) KF: 43,197 (2e tijd) HF: 43,182 (1e tijd) Finale: 43,256             |
| Yara van Kerkhof                                                    | 1000 meter (v)           | kwartfinale | Serie: 1.43,364 (2e) KF: 1.29,670 (4e)                                                       |
| Lara van Ruijven                                                    | 500 meter (v)            | serie       | Serie: 43,771 (3e tijd)                                                                      |
| Lara van Ruijven                                                    | 1000 meter (v)           | kwartfinale | Serie: 1.29,519 (1e) KF: 1.31,754 (4e)                                                       |
| Suzanne Schulting                                                   | 500 meter (v)            | serie       | Serie: niet gefinisht                                                                        |
| Suzanne Schulting                                                   | 1000 meter (v)           | Goud        | Serie: 1.29,519 (1e) KF: 1.29,377 (2e) HF: 1.30.949 (1e) Finale: 1.29,778                    |
| Suzanne Schulting                                                   | 1500 meter (v)           | 10e         | Serie: 2.27,730 (1e tijd) HF: 2.34,632 (4e tijd) B-finale: 2.37,163 (3e tijd)                |
| Jorien ter Mors                                                     | 1500 meter (v)           | 5e          | Serie: 2.28,587 (2e tijd) HF: 2.34,385 (1e tijd) finale: 2.25,955                            |
| Yara van Kerkhof Jorien ter Mors Lara van Ruijven Suzanne Schulting | 3000 meter aflossing (v) | Brons       | HF: 4.05,977 (3e tijd) B-Finale: 4.03,471 WR                                                 |

Reserve Rianne de Vries voor de 3000 meter aflossing vrouwen kwam niet in actie op deze Spelen.

### Skeleton
Kimberley Bos plaatste zich als eerste Nederlandse sporter ooit voor het skeleton.
| Olympiër      | Discipline | Resultaat | Prestatie                                                                                    |
| ------------- | ---------- | --------- | -------------------------------------------------------------------------------------------- |
| Kimberley Bos | Vrouwen    | 8e        | Afdaling 1: 52,33 Afdaling 2: 52,26 Afdaling 3: 51,99 Afdaling 4: 52,01 totaal tijd: 3.28,59 |

### Snowboarden
| Olympiër        | Discipline               | Resultaat | Prestatie                                               |
| --------------- | ------------------------ | --------- | ------------------------------------------------------- |
| Cheryl Maas     | big air (v)              | 20e       | Halve finale: 65,00 punten (44,75 punten, 65,00 punten) |
| Cheryl Maas     | slopestyle (v)           | 23e       | Finale: 35,30 punten (31,71 punten, 35,30 punten)       |
| Michelle Dekker | parallelreuzenslalom (v) | 17e       | Kwalificatie: 17e (1.33,60)                             |

- Niek van der Velden kwam in de training voorafgaand aan de slopestyle (m) ten val, en kwam om die reden niet in actie tijdens de spelen. Van der Velden had zich ook geplaatst voor de big air (m).

## Medaillebonus NOC*NSF
De medaillewinnaars van TeamNL ontvangen een medaillebonus van het Nederlands Olympisch Comité NOC*NSF. Deze vergoeding bedraagt voor individuele sporters:

- Gouden medaille: € 25.500
- Zilveren medaille: € 19.125
- Bronzen medaille: € 12.750

Voor een medailleprestatie van teams, geldt dat ieder teamlid, dat een medaille heeft ontvangen, op basis van onderstaande verdeelsleutel een vergoeding ontvangt:

{\displaystyle {\frac {Vergoedingvoorindividuelesporters*wortelaantalteamleden}{Aantalteamleden}}}
Voor ieder teamlid wordt een minimumvergoeding gegarandeerd. Deze minimumvergoeding bedraagt:
- Gouden medaille: € 9.350
- Zilveren medaille: € 6.800
- Bronzen medaille: € 4.250

Behaalt een Topsporter meerdere medailles dan geldt de volgende regeling:

a. Voor de hoogste medaille ontvangt de Topsporter het volledige bedrag; 

b. Voor de tweede of één na hoogste medaille ontvangt de Topsporter tweederde van de daarbij behorende vergoeding;

c. Voor de derde of twee na hoogste medaille ontvangt de Topsporter een derde van de daarbij behorende vergoeding;

d. Voor de vierde en meerdere medaille(s) ontvangt de Topsporter een derde van de daarbij behorende vergoeding.
De medaillebonus wordt aangemerkt als "inkomen" en is derhalve belast voor de inkomstenbelasting. De sporter is verantwoordelijk voor de fiscale afdracht.

### Medaillebonus per sporter
| Olympiër(s)         | Sport      | Onderdeel                | Medaille | Medaillebonus NOC*NSF     |
| ------------------- | ---------- | ------------------------ | -------- | ------------------------- |
| Kjeld Nuis          | Schaatsen  | 1000 m (m)               | Goud     | € 25.500                  |
| Kjeld Nuis          | Schaatsen  | 1500 m (m)               | Goud     | € 25.500 x 2/3 = € 17.000 |
| Kjeld Nuis          | Schaatsen  | Totaal                   | Totaal   | € 42.500                  |
| Ireen Wüst          | Schaatsen  | 1500 m (v)               | Goud     | € 25.500                  |
| Ireen Wüst          | Schaatsen  | 3000 m (v)               | Zilver   | € 19.125 x 2/3 = € 12.750 |
| Ireen Wüst          | Schaatsen  | ploegenachtervolging (v) | Zilver   | € 9.563 x 1/3 = € 3.188   |
| Ireen Wüst          | Schaatsen  | Totaal                   | Totaal   | € 41.438                  |
| Sven Kramer         | Schaatsen  | 5000 m (m)               | Goud     | € 25.500                  |
| Sven Kramer         | Schaatsen  | ploegenachtervolging (m) | Brons    | € 6.375 x 2/3 = € 4.250   |
| Sven Kramer         | Schaatsen  | Totaal                   | Totaal   | € 29.750                  |
| Jorien ter Mors     | Schaatsen  | 1000 m (v)               | Goud     | € 25.500                  |
| Jorien ter Mors     | Shorttrack | 3000 m aflossing (v)     | Brons    | € 6.375 x 2/3 = € 4.250   |
| Jorien ter Mors     | Totaal     | Totaal                   | Totaal   | € 29.750                  |
| Suzanne Schulting   | Shorttrack | 1000 meter (v)           | Goud     | € 25.500                  |
| Suzanne Schulting   | Shorttrack | 3000 m aflossing (v)     | Brons    | € 6.375 x 2/3 = € 4.250   |
| Suzanne Schulting   | Shorttrack | Totaal                   | Totaal   | € 29.750                  |
| Carlijn Achtereekte | Schaatsen  | 3000 m (v)               | Goud     | € 25.500                  |
| Esmee Visser        | Schaatsen  | 5000 m (v)               | Goud     | € 25.500                  |
| Patrick Roest       | Schaatsen  | 1500 m (m)               | Zilver   | € 19.125                  |
| Patrick Roest       | Schaatsen  | ploegenachtervolging (m) | Brons    | € 6.375 x 2/3 = € 4.250   |
| Patrick Roest       | Schaatsen  | Totaal                   | Totaal   | € 23.375                  |
| Yara van Kerkhof    | Shorttrack | 500 meter (v)            | Zilver   | € 19.125                  |
| Yara van Kerkhof    | Shorttrack | 3000 m aflossing (v)     | Brons    | € 6.375 x 2/3 = € 4.250   |
| Yara van Kerkhof    | Shorttrack | Totaal                   | Totaal   | € 23.375                  |
| Marrit Leenstra     | Schaatsen  | 1500 m (v)               | Brons    | € 12.750                  |
| Marrit Leenstra     | Schaatsen  | ploegenachtervolging (v) | Zilver   | € 9.563 x 2/3 = € 6.375   |
| Marrit Leenstra     | Schaatsen  | Totaal                   | Totaal   | € 19.125                  |
| Antoinette de Jong  | Schaatsen  | 3000 m (v)               | Brons    | € 12.750                  |
| Antoinette de Jong  | Schaatsen  | ploegenachtervolging (v) | Zilver   | € 9.563 x 2/3 = €6.375    |
| Antoinette de Jong  | Schaatsen  | Totaal                   | Totaal   | € 19.125                  |
| Jorrit Bergsma      | Schaatsen  | 10.000 m (m)             | Zilver   | € 19.125                  |
| Sjinkie Knegt       | Shorttrack | 1500 meter (m)           | Zilver   | € 19.125                  |
| Koen Verweij        | Schaatsen  | massastart (m)           | Brons    | € 12.750                  |
| Koen Verweij        | Schaatsen  | ploegenachtervolging (m) | Brons    | € 6.375 x 2/3 = € 4.250   |
| Koen Verweij        | Schaatsen  | Totaal                   | Totaal   | € 17.000                  |
| Irene Schouten      | Schaatsen  | massastart (v)           | Brons    | € 12.750                  |
| Lotte van Beek      | Schaatsen  | ploegenachtervolging (v) | Zilver   | € 9.563                   |
| Jan Blokhuijsen     | Schaatsen  | ploegenachtervolging (m) | Brons    | € 6.375                   |
| Lara van Ruijven    | Shorttrack | 3000 m aflossing (v)     | Brons    | € 6.375                   |
| Totaal              | Totaal     | Totaal                   | Totaal   | € 399.501                 |